# Aldeburgh
Aldeburgh és una ciutat del comtat de Suffolk, East Anglia, Anglaterra; està situada al costat del riu Alde a 52° 9' Nord, 1° 36' Est. El seu nom, Alde Burgh significa "vell fort" encara que això, juntament amb gran part de la ciutat de l'època Tudor, ara s'ha perdut per culpa del mar. Al segle xvi, Aldeburgh va ser un port, i tenia una florent indústria de construcció naval. Els vaixells de Sir Francis Drake anomenats Greyhound i Pelican (més tard rebatejat com Golden Hind) es van construir a Aldeburgh. El vaixell insígnia de la Companyia de Virgínia, el Sea Venture es creu que es va construir aquí el 1608. Quan el riu Alde va canviar i ja no va poder acomodar vaixells grans, l'àrea va començar a declinar. Aldeburgh va sobreviure principalment com a port pesquer fins al segle xix, quan es va fer popular com a vila costanera dedicada al turisme.
El Moot Hall d'Aldeburgh és un edifici de fusta que s'ha usat per a reunions de l'Ajuntament durant més de 400 anys. També alberga el museu local.
El poeta George Crabbe va néixer a Aldeburgh el 1754 i la ciutat va inspirar els seus poemes El llogaret i El burg.
Fora de la ciutat, el Snape Maltings és el local en què té lloc un festival de música clàssica tots els mesos de juny. El Festival d'Aldeburgh es va fundar el 1948 per Benjamin Britten, Eric Crozier, i Peter Pears. Britten va morir a Aldeburgh el 1976 i Pears el 1986.